# Torba (Gornate Olona)
Torba è una frazione del comune italiano di Gornate Olona in provincia di Varese, a sud del centro della stessa ai confini del parco Rile Tenore Olona.

## Il monastero
Il monastero di Torba è stato sede delle monache benedettine dall'VIII-XIII secolo fino al 1453. Appartiene al Fondo per l'Ambiente Italiano e dal 2011 è diventato Patrimonio dell'umanità grazie al progetto "I Longobardi in Italia. I luoghi del potere (568-774 d.C.)".

## Infrastrutture e trasporti

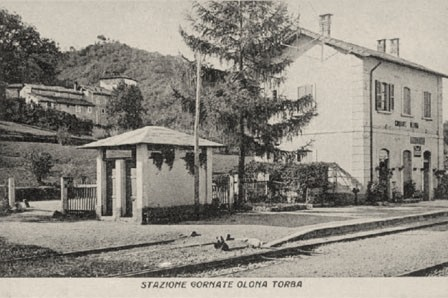
La stazione di Torba-Gornate Olona

La stazione di Torba-Gornate Olona, attivata nel 1915, era posta lungo la ferrovia di Valmorea; privata del traffico passeggeri nel 1952, fu soppressa definitivamente nel 1977 assieme all'intera linea.